# Municipio de Sweetwater (Carolina del Norte)
El municipio de Sweetwater (en inglés: Sweetwater Township) es un municipio ubicado en el  condado de Clay en el estado estadounidense de Carolina del Norte. En el año 2010 tenía una población de 850 habitantes.

## Geografía
El municipio de Sweetwater se encuentra ubicado en las coordenadas 35°4′18.32″N 83°52′41.64″O / 35.0717556, -83.8782333.